# Pol Godard (glumac)
Pol Godard (engl. Paul Goddard; Reding, 18. oktobar 1962) englesko-australijski je glumac i ekonomista. Njegova najpoznatija uloga je uloga Agenta Brauna u filmu Matriks i Starka u naučnofantastičnoj seriji Farskejp. Pojavio se i u filmovima Bejb i Mighty Morphin Power Rangers: The Movie, kao i u TV serijama The Lost World i All Saints.

## Spoljašnje veze
- Pol Godard na sajtu  (jezik: engleski)